# Jiří Ondra
Jiří Ondra (* 7. června 1957 Kunovice) je bývalý československý fotbalový obránce, reprezentant Československa.
Za československou reprezentaci odehrál v letech 1982–1987 20 utkání, dvakrát nastoupil i v olympijském výběru. V lize odehrál 213 utkání a vstřelil 19 gólů. Hrál za Bohemians (1978–1987), závěr kariéry strávil v Rakousku (First Vienna). S Bohemians získal roku 1983 titul mistra Československa a postoupil do semifinále Poháru UEFA. 23x startoval v evropských pohárech a dal zde 3 góly.
Začínal v Kunovicích (1963–1975), dále hrál za Uherské Hradiště (1975–1976) a během vojny za VTJ Tábor (1976–1978).

## Prvoligová bilance
| Ročník               | Zápasy | Góly | Minuty | Klub                   |
| -------------------- | ------ | ---- | ------ | ---------------------- |
| I. liga 1978/79      | 19     | 4    | –      | TJ Bohemians ČKD Praha |
| I. liga 1979/80      | 21     | 1    | –      | TJ Bohemians ČKD Praha |
| I. liga 1980/81      | 25     | 3    | –      | TJ Bohemians ČKD Praha |
| I. liga 1981/82      | 20     | 2    | –      | TJ Bohemians ČKD Praha |
| I. liga 1982/83      | 18     | 2    | –      | TJ Bohemians ČKD Praha |
| I. liga 1983/84      | 30     | 2    | –      | TJ Bohemians ČKD Praha |
| I. liga 1984/85      | 27     | 1    | –      | TJ Bohemians ČKD Praha |
| I. liga 1985/86      | 27     | 1    | –      | TJ Bohemians ČKD Praha |
| I. liga 1986/87      | 26     | 3    | –      | TJ Bohemians ČKD Praha |
| I. rak. liga 1987/88 | 36     | 1    | –      | First Vienna FC 1894   |
| I. rak. liga 1988/89 | 33     | 1    | –      | First Vienna FC 1894   |
| I. rak. liga 1989/90 | 34     | 0    | –      | First Vienna FC 1894   |
| I. rak. liga 1990/91 | 14     | 0    | –      | First Vienna FC 1894   |
| CELKEM I. ČS. LIGA   | 213    | 19   | –      |                        |
| CELKEM I. RAK. LIGA  | 117    | 2    | –      |                        |